# Rick Howard
Rick Howard, kanadski poklicni rolkar
Howard je bil rojen v Kanadi, sedaj pa prebiva v Kaliforniji, njegov položaj na rolki pa je goofy. Njegova rolkarska kariera se je začela s s sponzorstvom Blockhead, pri katerih je postal poklicni rolkar. Kasneje je rolkal za podjetje Plan B, ki pa ga je leta 1993 zapustil in skupaj s Spikeom Jonzom, Mikeom Carrollom in Megan Baltimore ustanovil podjetje Girl. Howard je ustanovil tudi podjetje Lakai, skupaj z Ericom Kostonom pa je ustanovil Fourstar.
Lasti si distribucijsko podjetje Crailtap, ki si lasti Girl, Chocolate, Lakai, Royal in Fourstar. Po njem se imenuje trik Rick flip (frontside bigspin heelflip), vendar ni znano, če ga je izumil.
| - Girl (od 1993) - Lakai (od 2000) - Fourstar (od 1996) - Independent - CCS - DC - Plan B (1991–1993) - Gullwing - Blockhead (???–1991) | - Super Champion Fun Zone (Fourstar, 2005) - King of the Road 2004 (Thrasher, 2004) - What Tour? (Girl, 2004) - Harsh Euro Barge (Girl, 2003) - Yeah Right! (Girl, 2003) - Beware of the Flare (Lakai, 2002) - Modus Operandi (TWS, 2000) - Balance In The World of Chaos (Friends Productions, 1996) - Mouse (Girl, 1996) - Penal Code 100A (FTC, 1996) - Goldfish (Girl, 1993) - Virtual Reality (Plan B, 1993) - Questionable (Plan B, 1992) - Adventures in Cheese (Blockhead, 1990) - Splendid Eye Torture (Blockhead, 1989) |